# Sylvie Canet
Pour les articles homonymes, voir Canet.
Sylvie Canet est une nageuse française née le 26 août 1953 à Casablanca, spécialisée du quatre nages et du dos.
Elle est membre de l'équipe de France aux Jeux olympiques d'été de 1968 où elle prend part au 100 mètres dos, terminant septième de la finale, et au 200 mètres dos, où elle est éliminée en séries.
Elle a été championne de France de natation sur 200 mètres 4 nages à trois reprises (hiver et été 1969, hiver 1970), sur 100 mètres dos à trois reprises (hiver et été 1969, hiver 1970) et sur 200 mètres dos à deux reprises (hiver et été 1969).
Pendant sa carrière, elle a évolué au Racing Club de France.